# Gong Min-hyun
Đây là một tên người Triều Tiên, họ là Gong.
Gong Min-hyun (tiếng Hàn: 공민현; sinh ngày 19 tháng 1 năm 1990) là một cầu thủ bóng đá Hàn Quốc thi đấu ở vị trí tiền đạo cho Bucheon FC 1995 ở K League 2.

## Sự nghiệp
Anh được lựa chọn bởi Bucheon FC 1995 ở đợt tuyển quân K League 2013.